# Constantin Lender
Carl Friedrich Constantin Lender (* 2. Juni 1828 in Warendorf; † 7. Dezember 1888 in Berlin) war ein deutscher Arzt.

## Leben
Constantin Lender studierte an der Königlichen Universität zu Greifswald, der Georg-August-Universität Göttingen und der Friedrich-Wilhelms-Universität zu Berlin Medizin und wurde in Berlin mit seiner Dissertation vom 26. August 1851 De dyspnoea eiusque causa hucusque incognita promoviert. 1854 wurde er Arzt in Bärwalde und 1855 zunächst praktischer Arzt und ab 1864 Kreisphysikus in Soldin.
1866 wechselte er nach Berlin und wurde Assistent von Ludwig Boehm (1811–1869). Da er ohnehin wegen eines Unterleibsleidens und seiner Luftstudien jedes Jahr nach Kissingen kam, wirkte Lender ab 1867 jeweils im Sommer als Arzt in Kissingen.
Constantin Lender forschte zur Ozontherapie und hat darüber mehrere Schriften veröffentlicht. Seit 1875 verfasste er darüber hinaus die meteorologisch-medizinischen Monatsberichte im Amtsblatt Deutscher Reichs-Anzeiger und Königlich Preußischer Staats-Anzeiger.
Am 20. Juli 1886 wurde er unter der Präsidentschaft des Physikers Hermann Knoblauch in der Fachsektion Wissenschaftliche Medizin unter der Matrikel-Nr. 2585 als Mitglied in die Kaiserliche Leopoldino-Carolinische Deutsche Akademie der Naturforscher aufgenommen.

## Schriften
- De dyspnoea eiusque causa hucusque incognita. Dissertation, Berlin 1851
- Die Points douloureux Valleix’s und ihre Ursachen. Veit, Leipzig 1869; Textarchiv – Internet Archive.
- Leben und Wirken Ludwig Böhmś. Seehagen, Berlin 1870 (books.google.de)
- Das unreine Blut und seine Reinigung durch negativ-electrischen Sauerstoff. Seehagen, Berlin 1870 (books.google.de)
- Der Gift-Stoff und der Arzneikörper der Luft. Vortrag, gehalten zum Besten der Verwundeten am 9. August 1871 im Conversations-Saale zu Kissingen. Schachenmayer, Kissingen 1871 (Digitalisat)
- Das atmosphärische Ozon, nach Messungen in Marienbad, Kissingen, Mentone, Meran und Wiesbaden. Reimer, Berlin 1872 (hathitrust.org)